# Comicopera
Comicopera es el octavo álbum de estudio del compositor inglés Robert Wyatt. Es su último álbum original hasta la fecha (For the Ghosts Within de 2010 no se incluye ya que es una colaboración, en la que además Wyatt no compone material nuevo).

## Lista de canciones
Act One: Lost in Noise
1. "Stay Tuned" (Anja Garbarek) – 3:49
2. "Just as You Are" (Alfreda Benge, Wyatt) – 4:21
3. "You You" (Alfreda Benge, Wyatt) – 4:22
4. "A.W.O.L." (Alfreda Benge, Wyatt) – 2:56
5. "Anachronist" (Wyatt) – 3:28

Act Two: The Here and the Now
1. "A Beautiful Peace" (Wyatt, Brian Eno) – 2:27
2. "Be Serious" (Wyatt) – 2:56
3. "On the Town Square" (Wyatt) – 5:26
4. "Mob Rule" (Wyatt) – 2:16
5. "A Beautiful War" (Wyatt, Brian Eno) – 2:40
6. "Out of the Blue" (Alfreda Benge, Wyatt) – 3:41

Act Three: Away With the Fairies
1. "Del Mondo" (Giovanni Lindo Ferretti, Massimo Zamboni, Maroccolo, Magnelli, Canali) – 3:29
2. "Canción de Julieta" (Federico García Lorca, Wyatt) – 7:32
3. "Pastafari" (Orphy Robinson) – 4:37
4. "Fragment" (Alfreda Benge, Wyatt) – 1:38
5. "Hasta Siempre Comandante" (Carlos Puebla) – 4:37